# 정유미 (성우)
정유미(1980년 9월 6일 ~ )는 대한민국의 성우로,  2003년 CJ ENM 성우극회 공채 5기로 입사했다.

## 약력
2003년 2월 투니버스 5기 공채 성우로 입사하여 작은 눈의 요정 슈가에서 여학생으로 데뷔했다. 2005년 전속 기간이 종료되어 2006년부터 프리랜서로 활동하고 있다. 10대 전후의 소년, 소녀, 할머니, 아주머니 등 비교적 연기폭이 넓은 편이다. 취미는 스쿠버 다이빙이다.

## 출연작
- 굵은 글씨는 메인 캐릭터.

### 애니메이션(투니버스)
- 15살, 나 살아있어요 (투니버스) - 남자아이
- D4프린세스 (투니버스) - 별 / 담임 선생님
- GO! GO! 다섯쌍둥이 (투니버스) - 돌돌이
- 고쿠센 (투니버스) - 후지야마 시즈카
- 꼬마 마법사 레미 비바체 (투니버스) - 토토 / 나옥수
- 꿈의 크레용 왕국 (투니버스) - 매실댁
- 나나 6/17 (투니버스) - 별님
- 신비아파트: 하리의 특별한 하루 - 블러드 메리
- 신비아파트 고스트볼 더블X: 수상한 의뢰 - 메두사
- 날아라 호빵맨 (투니버스) - 메론빵소녀, 깡총이
- 포켓몬스터 썬&문
- 나루토 (투니버스) - 휴우가 히나타
- 나루토 질풍전 (투니버스) - 휴우가 히나타
- 너에게 닿기를 (투니버스) - 야노 아야네
- GTO (투니버스) - 시라이 치카코 / 무라이 쥬리아
- 드래건 드라이브 (투니버스) - 코마키
- 따끈따끈 베이커리 (투니버스) - 성아란
- 똑바로 가자 (투니버스) - 세바스찬
- 레이브 (투니버스) - 사쿠라  록맨 에그제 (투니버스) - 아이스맨
- 록맨 에그제 스트림 (투니버스) - 메일
- 록맨 에그제 엑서스 (투니버스) - 엄마
- 달빛천사 (투니버스) - 타나카 (가정부)
- 맡겨줘 돌고래 (투니버스) - 소라
- 메르헤븐 (투니버스) - 강호수
- 메이저 (투니버스) - 강찬(박찬)
- 명탐정 코난 (투니버스) - 김은주, 송연숙, 채선미, 정세미, 여학생, 조아영, 김순미
- 무인행성 서바이브 (투니버스) - 챠코
- 미도리의 나날 (투니버스) - 미도리의 엄마
- 별의 커비 (투니버스) - 로로로
- 무적코털 보보보 (투니버스) -  어뢰걸 소년 보보보 / 콧속 아줌마 / 코딱지 대원 3 / 샐리 / 바지락 형 / 아들 주걱 / 꼬꼬양 / 아기 기린 2 / 겜꿀이 / 처녀 귀신 / 할머니 / 꾸리구리 / 반장 / 히로링 엄마 / 라무네 2기 - 바르메 / 기가걸 2 3기 - 점원 / 아이
- 블리치 (투니버스) - 히나모리 모모
- 선생님의 시간 (투니버스) - 스즈키 선생님의 어머니 / 호리 하코토
- 신비한 별의 쌍둥이 공주 (투니버스) - 파인
- 신비한 별의 쌍둥이 공주 꼬옥! (투니버스) - 파인
- 아가사 크리스티 명탐정 포와로와 마플 (투니버스) - 미스 레몬 / 올리버
- 아따맘마 (투니버스) - 염채연, 유진, 어린 동동, TV 음성
- 새로운 아따맘마 (투니버스) - 염채연
- 아침안개의 무녀 (투니버스) - 사키바라 이즈미
- 아이 엠 스타! - 주리
- 엘르멘탈 제라드 (투니버스) - 라서티 티그레스
- 오란고교 사교클럽 (투니버스) - 아마쿠사 베니오
- 배틀짱 (투니버스) - 모진
- 따끈따끈 베이커리 (투니버스) - 성아란
- 울프스 레인 (투니버스) - 하모나
- 음양대전기 (투니버스) - 천둥의 후사노신
- 이누야샤 세 번째 극장판:천하패도의 검 (투니버스) - 이자요이 (이누야샤의어머니)
- 정글은 언제나 맑은 뒤 흐림 (투니버스) - 라이아 / 다이 할머니 / 아디
- 황당용사 욜라세다 (투니버스) - 하나하지메
- 조이드 (투니버스) - 마리아
- 쥬베이짱 2 시베리아 야규의 역습 (투니버스) - 마루야마 쇼코
- 짱구는 못말려 (3기, 5기, 8기 ~ ) (투니버스) - 한유리, 흰둥이, 짱구 할머니, 미숙 아줌마, 유미, 미미
- 슈퍼갤즈 (투니버스) - 고토부키 키요카
- 최유기 리로드 (투니버스) - 황박사
- 최유기 리로드 건락 (투니버스) - 황박사
- 츠바사 크로니클 (투니버스) - 소마
- 카레이도 스타 (투니버스) - 조나단, 샬롯
- 쾌걸 조로리 (투니버스) - 엘리제 / 미녀 루카 / 독수리 / 아이2 / 다람쥐 / 앵무새 / 번개돌이 / 카드E / 벙커 / 여자1 / 선물기계 외 각종 단역
- 쾌걸 조로리 2 (투니버스) - 엘리제 / 운아 / 번개돌이 / 괴물2
- 크르노 크루세이드 (투니버스) - 메어리
- 탐정학원 Q (투니버스) - 미스 카오리
- 숲속의 전설 무시킹 (투니버스) - 치비킹
- 학원 앨리스 (투니버스) - 노안나 / 정세리 선생님
- 고스트 바둑왕 (투니버스) - 나세 아스미
- 은혼 (투니버스) - 이쿠마츠
- 떴다! 럭키맨 (투니버스) - 우정맨
- 캐릭캐릭 체인지 두근두근 (투니버스) - 코코아
- 동쪽의 에덴 (투니버스) - 밋짱
- 두더지 자매 (투니버스) - 두더지 자매 2
- 외면하는 아이들 (투니버스)
- 안녕 자두야 (SBS, 투니버스) - 최미미, 최선돌
- 안녕 자두야 스페셜 (투니버스) - 어부 1
- 너에게 닿기를 (투니버스) - 야노 아야네
- 마리와 강아지 이야기 (투니버스) - 료타
- 도쿄 매그니튜드 8.0 (투니버스) - 엄마
- 왕도둑 징 (투니버스)
- 기동무투전 G건담 (투니버스) - 케이트 / 아나운서
- 엑스 드라이버 (투니버스) - 여자 3
- 무적왕 트라이제논 (투니버스) - 엄마
- 여신님! 작다는 건 편리해 (투니버스)
- 마루코는 아홉살 (투니버스) - 학생 1 / 미유 / 가게주인 / 남학생 / 구리의 엄마 / 소년 / 친척할머니 / 다카시 / 만화부 학생 1 / 코하루 / 아리사 외 각종 단역
- 사무라이 참프루 (투니버스) - 여자 2
- 몬스터 (투니버스) - 터키 여인의 아이
- 아가사 크리스티의 명탐정 포와로와 마플 (투니버스) - 미스 필리시티 레몬 / 올리버
- 에어마스터 (투니버스) - 걸작 / 시즈나 / 미야마
- 으랏차차 삼총사 (투니버스) - 집주인
- 상상꾸러기 모나 (투니버스) - 엄마
- 헌티드 정션 (투니버스) - 하루토 엄마 / 사무라키타 분고 / 마키 하나코
- 시끌벅적 토마토 트윈스 (투니버스) - 선생님 / 브룩
- 나루토 질풍전 극장판(인연) - 숙명의 재회 (투니버스) - 히나타
- 나루토 SD - 록 리의 청춘 닌자전 (투니버스) - 히나타
- 지켜줘 롤리팝 (투니버스)
- 웨딩피치 (투니버스) - 블릿츠
- 탐험 드리랜드 (투니버스) - 보니
- 흑마녀 나가신다 (투니버스) - 규비드
- 치치랜드 (투니버스) - 스피디
- 7인의 나나 (CJENM) - 모리누마 모토코
- 로젠메이든 트로이멘트 (CJENM) - 카나리아
- 울트라 매니악 (CJENM) - 마법 컴퓨터
- 직스 (CJENM)
- 직스 레벨2 (CJENM)
- 러브뮤 (CJENM) - 배쥬스
- 건방진 천사 (CJENM) - 24화에서 나온 겐조의 전 여자친구역(목소리 출연)특별

### 애니메이션(타사)
- BLOOD+ (애니맥스) - 미야구스크 리쿠
- 건퍼레이드 마치 (애니맥스) - 요시노 하루카
- 달의 요정 세일러문 (대원방송) - 비키 (히노 레이)/세일러 마스
- 레고 프렌즈 (니켈로디언) - 안드레아
- 르브바하프 왕국 재건설기 (MBC) - 코나 / 유리엘의 유모
- 리틀펫샵 - 페퍼
- 괴도 조커 (카툰네트워크) - 덤프
- 사이버 포뮬러 더블원 (애니박스) - 클레어 포트란
  - 사이버 포뮬러 Zero (애니박스) - 클레어 포트란
  - 사이버 포뮬러 SAGA (애니박스) - 클레어 포트란
- 슈발리에 (애니맥스) - 안나
- 스즈미야 하루히의 우울 (애니맥스) - 츠루야 / 오키자마'ENOZ'
- 비밀♥비밀의 에그엔젤 코코밍 (디즈니 채널) - 따스밍
- 엘소드 : 엘의 여인 - 엘소드
- 엽기인걸 스나코 (챔프) - 라세느 (고스로리자매)
- 유니키티! (카툰네트워크) - 퍼피콘 왕자
- 원더볼즈 (EBS)
- 러키☆스타 (애니박스) - 이즈미 코나타
- 기가 트라이브 (SBS) - 남자아이 / 여자아이
- 빨간모자의 진실 (MBC) - 리자
- 건스워드 (애니맥스) - 파사리나 / 에레나
- 알로하 스쿠비 두 (카툰네트워크) - 벨마
- 스쿠비 두와 늑대인간 (카툰네트워크) - 바나파이라 / 디스거스티
- 스쿠비 두와 사이버 모험 (카툰네트워크) - 벨마
- 스쿠비 두와 맥시코 괴물 (카툰네트워크) - 벨마
- 이웃집 아이들의 무시무시한 모험 (카툰네트워크) - 즐거운 아이들 5
- 머더 프린세스 (애니맥스) - 아리타
- 엔젤 테일즈 (애니맥스) - 거북이 유미 / 원숭이 모모
- 배트맨 : 조커의 귀환 (카툰네트워크) - 디디 1, 데이나
- 코스모워리어 제로 (DVD) 애니 더빙 - 실비아나
- 마이 리틀 포니 - 루나 공주 / 나이트메어 문, 스쿠틀루, 케이크 부인 (2기까지)
- 헬로 카봇 쿵 (카툰네트워크) - 프테라쿵
- 이토 준지 컬렉션 (대원방송) - 다나카 스즈에

### OVA 애니 더빙
- 사쿠라대전 앵화현란 OVA (애니박스) - 마리아
- 슈퍼로봇대전 OVA (애니박스) - 바렛타 바딤 / 라미아 라비레스
- 엘하자드 OVA (애니박스) - 세라
- 엘하자드 OVA2 (애니박스) - 세라, 이프리타

### 영화 애니 더빙
- 메이저 극장판 - 우정의 강속구 (투니버스) - 박찬(강찬)
- 소년탐정 김전일 첫 번째 극장판 (투니버스) - 한채영
- 요술공주 밍키: 꿈속의 윤무 - 가날, 레이
- 마이 리틀 포니: 더 무비 - 루나 공주
- 카 3: 새로운 도전 - 미스 프리터 / 나탈리 서튼
- 터보 - 파즈
- 짱구는 못말려 극장판: 습격!! 외계인 덩덩이 - 흰둥이, 한유리
- 짱구는 못말려 극장판: 아뵤! 쿵후보이즈 ~라면 대란~ - 흰둥이, 한유리
- 짱구는 못말려 극장판: 신혼여행 허리케인 ~사라진 아빠~ - 흰둥이, 한유리
- 짱구는 못말려 극장판: 동물소환 닌자 배꼽수비대 - 흰둥이, 한유리
- 극장판 짱구는 못말려: 우리들의 공룡일기 - 흰둥이, 한유리
- 극장판 짱구는 못말려: 격돌! 낙서왕국과 얼추 네 명의 용사들 - 흰둥이, 한유리
- 유유백서 극장판 - 설라
- 온워드: 단 하루의 기적 - 코리
- 버즈 라이트이어 (영화) - 엘리시아 호손

### 외화 드라마 더빙
- 다이노 댄 (투니버스) - 코리
- 아이칼리 (니켈로디언)
- 말괄량이 마법학교 (투니버스) - 자두 / 마리아
- 가면라이더 드래건 (투니버스) - 사도 / 에리 (츠부라 마히루)
- 파워레인저 SPD (투니버스) - 꼬마
- 가면라이더 파이즈 (투니버스) - 미치 엄마 / 동네 아줌마
- 이브(EBS) - 메디(리치 캠벨)

### 영화 더빙
- 디 워 - 브랜디 (에이미 가르시아)
- 샹치와 텐 링즈의 전설 - 케이티(임가진)
- 신비한 동물사전 - 세라피나(카먼 이조고)
- 신비한 동물들과 그린델왈드의 범죄 - 세라피나(카먼 이조고)
- 심야의 FM - DJ 목소리
- 집 나온 남자들 - 라디오 DJ
- 비밀일기 (영화) - 롤라 역 (크리스타 테레)
- 폴터가이스트 (1982년 영화) - 캐럴 앤 프리링 (헤더 오루크)

### 게임 더빙
- 기동전사 건담(PS2) - 프라우 보우, 키시리아 자비
- 능력자X - 에리카
- 라쳇 & 클랭크 (PS2) - 여자 아나운서, 달라 크래치, 안내데스크 여직원
- 리그 오브 레전드 - 세주아니, 다이애나,일라오이
- 메이플스토리 - 데몬슬레이어(여)
- 메이플스토리2 - 오르데
- 엘소드 - 엘소드
- 에이지 오브 코난
- 월드 오브 워크래프트 - 인간 여자 NPC
- 타르타로스 온라인 - 엘핀도스
- 프리우스 온라인
- 헤일로2 (XBOX) - 여자해병
- SD건담 캡슐파이터 - 에우고 오퍼레이터
- 쿠키런: 킹덤 - 망고맛 쿠키
- 원신: 소 (1.2버전이후 교체됨)

### OST
- 메이저 1기 엔딩 STEP

- 오! 나의 여신님 ~작다는 건 편리해~ Kiss Kiss Kiss

- 카레이도 스타 엔딩 Real Identity

### 광고
- 아티스
- 영실업
- 미미월드
- 롯데백화점
- 현대캐피탈
- 리홈쿠첸
- BC카드
- 롯데칠성음료
- 대우건설
- SK텔레콤
- 위니아전자
- 미샤
- LG전자
- 롯데리아

### 타사 출연
- KBS 연기대상 (KBS) (2011년~2015년)
- 무한지대큐 (KBS)
- 진실게임 (SBS) - 2005년 7월 12일 출연
- 1 VS 100 (KBS) - 2013년 2월 5일 출연 (호빵맨 성우 군단 팀)
- 무한도전 (MBC) 391회 : 무도, 폭염의 시대 / 530회, 531회 : 미래 예능 연구소 - 성우
- 전북의 발견 (JTV) 2014년 10월 22일 출연
- 크라임씬 (JTBC)
- 2018mga (MBC)
- 니가 알던 내가 아냐 (MNET))
- 제42회 청룡영화상 (KBS)

### 공연 더빙
- Voicebook HER - Showcase (2017.3.1)
- Voicebook HER - Main Show (2017.4.1)